# Dachstein-Rieseneishöhle
Die Dachstein-Rieseneishöhle ist eine Eishöhle im Dachsteinmassiv im Gemeindegebiet von Obertraun im oberösterreichischen Teil des Salzkammergutes. Die bisher bekannte Gesamtlänge der Höhle beträgt 2700 m, wovon 800 m als Schauhöhle touristisch erschlossen sind. Die Dachstein-Rieseneishöhle ist ein bedeutendes Tourismusziel in Oberösterreich, das jährlich rund 150.000 Besuche verzeichnet.

## Geographie
Die Dachstein-Rieseneishöhle befindet sich im Nordteil des Dachsteinmassivs in der Nähe von Obertraun, 100 m oberhalb der Schönbergalm in der Schönbergwand. Die Höhle ist seit 1951 mit der Dachstein Krippenstein-Seilbahn erreichbar. Ein asphaltierter Fußweg führt von der Schönbergalm zum Ein- und Ausgang der touristisch erschlossenen Bereiche. Die Höhle liegt im UNESCO-Welterbegebiet Hallstatt-Dachstein/Salzkammergut.

## Beschreibung
Die Dachstein-Rieseneishöhle besitzt drei begehbare Öffnungen zur Oberfläche. Der für die Höhlenführung genutzte Eingang befindet sich auf 1421 m ü. A. Das Portal des Großen Windlochs bildet den heutigen Ausgang und liegt auf 1459 m ü. A. Ein dritter Eingang auf 1436 m ü. A. führt zu nicht öffentlich zugänglichen Bereichen der Höhle. Die Benennungen der Höhlenteile erfolgte durch die Entdecker. Es sind dies vorwiegend Begriffe und Namen aus dem keltisch-germanischen Sagenkreis. Der Führungsweg beginnt im eisfreien Teil der Höhle und führt durch den Bachlauf Korsa zum Lehmhallenlabyrinth, einer Halle mit Tropfsteinen. Über den alten Flusslauf Plimisoel gelangt man zum König-Artus-Dom, mit 1384 m ü. A. der tiefste Punkt der Höhle. Dieser ist mit gewaltigen Versturzblöcken übersät, die sich im Laufe geologischer Zeiträume von der Decke lösten. Bereits die ersten Höhlenforscher fanden dort Knochen von Höhlenbären, wodurch dieser Bereich auch Bärenfriedhof genannt wird. Über Stiegen erreicht man den Keyeschluff. Hinter einer Wettertür beginnt mit dem Parsivaldom der Eisteil der Höhle. Nach dem Kristallogletscher beginnt mit den Tristandom die letzte große Halle des Schauteils der Höhle. Dort führt eine Hängebrücke über den Eisabgrund. Alternativ kann ein Weg entlang der Höhlenwand gewählt werden. Nach dem Tristandom endet der Führungsteil beim Ausgang.

## Bewetterung und Eisbildung

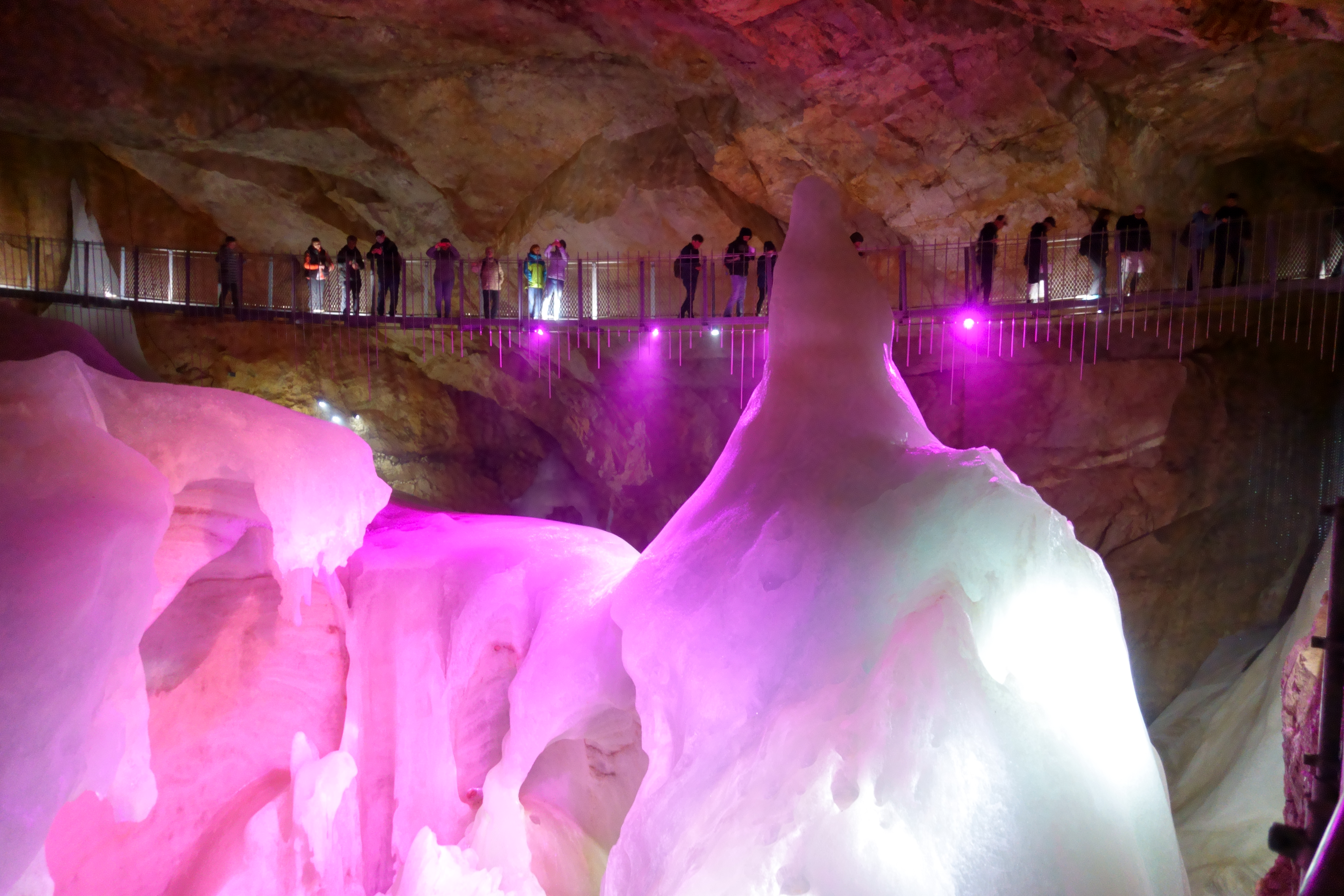
Hängebrücke im Tristandom

Die Dachstein-Rieseneishöhle ist nach dem Typ der dynamischen Eishöhlen aufgebaut. Das Höhlensystem hat mindestens zwei in verschiedener Höhe liegende Verbindungen mit der Außenwelt. Im Winter steigt die wärmere Höhlenluft durch Gesteinsklüfte aufwärts und verlässt die Höhle durch die oberen Öffnungen, die zwar als solche nicht direkt bekannt sind, aber auf der Hochfläche zwischen 1600 und 1900 m liegen dürften. Gleichzeitig wird durch die unteren Eingänge kalte Außenluft nachgesogen. Im Sommer fließt umgekehrt die kältere Höhlenluft bei den unteren Öffnungen ab, während von oben her Warmluft nachströmt. Im Winter folgt die Temperatur in der Höhle der Außentemperatur. Sie steigt vom Eingang bis zum Versturz ziemlich linear an, ohne jedoch 0 °C zu erreichen. Im Sommer tritt die eingesaugte Warmluft, die sich im Berginnern bereits erheblich abgekühlt hat, durch den Versturz in die Eisräume ein und kühlt sich dort auf Werte um 0 °C ab. Im Allgemeinen erfolgt die Strömung in den Monaten Dezember bis März höhlenauswärts, von Juli bis September höhleneinwärts, in den Übergangsmonaten wechselt sie häufig, die mittlere Geschwindigkeit beträgt 4 m/s. Das Eiswachstum hängt stark von der Sickerwasserzufuhr ab, es erfolgt hauptsächlich zur Zeit der Schneeschmelze am Plateau in den Monaten April bis Juni. Während des Sommers, aber auch im Winter, kommt es zu einem erheblichen Eisschwund. Nur im südöstlichen, 340 m langen, von Südwest nach Nordost verlaufenden Höhlenast herrschen Bedingungen, die eine Eisbildung ermöglichen. Die Masse des Höhleneises beträgt schätzungsweise 13.000 m³ mit rund 5.000 m² Oberfläche. Da schon relativ geringe Klimaschwankungen zu einer Vermehrung bzw. zum Abschmelzen des Eises führen können, ist anzunehmen, dass während der nacheiszeitlichen Klimaschwankungen die Höhle schon mehrmals ver- und enteist ist. Pollenanalysen lassen auf ein Alter des Eises von etwa 500 Jahren schließen.
2007 wurden Messungen der Eismächtigkeit mittels Bodenradar durchgeführt. Sie betragen im Tristandom maximal 15 m und im Parsivaldom zwischen 2 und 6 m. Belegt ist ein aktueller Eisrückgang seit 2002 um durchschnittlich 6 cm pro Jahr.

## Geschichte
Einer vermutlich nicht zutreffenden Legende nach entdeckte der Obertrauner Peter Gamsjäger 1897 die Eishöhle auf der Suche nach abgängigem Vieh. Es ist jedoch wahrscheinlich, dass die Höhle den Einheimischen schon lange vorher bekannt war. Am 17. Juli 1910 gelang es den Höhlenforschern Hanna und Hermann Bock aus Brünn sowie Georg Lahner aus Linz durch Überwindung des Großen Eisabgrunds erstmals tiefer in die Höhle einzudringen; dieser Tag gilt daher als offizieller Entdeckungszeitpunkt.
Seit 1912 werden Führungen durchgeführt. Bereits im Jahr 1928 wurde die Höhle mit einer elektrischen Beleuchtung versehen, 1952 wurde ein neuer Eingang geöffnet.

## Tourismus
Die Höhle kann in den Sommermonaten besucht werden. Höhepunkte der knapp einstündigen Führung sind die Eiskapelle und die Gralsburg. Warme Bekleidung und feste Schuhe mit rutschfester Sohle werden empfohlen. Außerdem befindet sich auf der Schönbergalm die Dachstein-Mammuthöhle und im Tal die Koppenbrüllerhöhle, die ebenfalls besucht werden können.

## Naturschutz
Höhlen stehen in Österreich prinzipiell (ex-lege) unter strengem Naturschutz. Diese Höhle wurde 1973 auch zum Naturdenkmal (nd597, Naturschutzbuch: OÖ-63/Obertraun) erklärt.
Das Gebiet liegt in der Kernzone des UNESCO-Welterbegebiets Kulturlandschaft Hallstatt–Dachstein/Salzkammergut (WHS 806) und im
Europa- und Naturschutzgebiet Dachstein (Vogelschutz- und FFH-Gebiet, AT3101000/EU02; n098).